# 红齿口蜗牛
红齿口蜗牛（学名：Odontartemon fuchsianus）为扭轴蜗牛科齿口蜗牛属的动物，是中国的特有物种。分布于广西、湖南等地，生活环境为陆地，一般生活于山区、丘陵地带、多岩石小山丘及农田附近潮湿的灌木丛、草丛中、腐木、落叶、石块下以及多腐殖质的土壤表层。